# Misericordia auxiliar
Misericordia auxiliar (en inglés: Ancilliary Mercy) es una novela de ciencia ficción de la escritora estadounidense Ann Leckie, publicada en 2015 por la editorial Orbit Books. Es la tercera entrega de la trilogía literaria «Imperial Radch», que incluyó además las novelas Justicia auxiliar (2013) y Espada auxiliar (2014). La trama de la obra lleva a la protagonista de la saga, Breq, a una confrontación final con la emperadora Anander Mianaai para salvar del peligro a las habitantes de la estación Athoek.
La edición en español de la novela fue publicada en 2018 por la editoral Nova.

## Argumento
Tras los hechos ocurridos en Espada auxiliar, Breq retira los controles que la emperadora Anander Mianaai tenía sobre la estación Athoek y luego bloquea el acceso a su control central. Durante el proceso de reparación de la estación, descubren la presencia de una auxiliar que pertenecía a una nave llamada Sphene. También descubren que era a ella a quien se vendían ciudadanas de forma ilegal para luego convertirlas en auxiliares. Las cosas se complican más cuando arriba Zeiat, una nueva traductora de la raza alienígena presger, a quien deben explicar la muerte de la traductora anterior.
Las autoridades de la estación Athoek intentan arrestar a Breq luego de recibir la orden de la parte de Anander Mianaai que buscaba continuar con la expansión del imperio Radchaai. Breq logra escapar junto con Zeiat y la auxiliar Sphene en la Misericordia de Karl e inicia un ataque con el arma presger que tenía en contra la flota de naves en que había llegado Anander Mianaai. Aunque logra destruir algunas de las naves, el ataque fracasa, por lo que escapan al sistema donde se ocultaba la nave Sphene. Anander Mianaai empieza a ejercer un control tiránico sobre las habitantes de la estación Athoek, por lo que Breq decide regresar.
Seivarden lidera un grupo que intenta asesinar a la Anander Mianaai presente en la estación, mientras que Tisarwat se infiltra en la nave de la emperadora, la Espada de Gurat, para remover con sus implantes los controles sobre ella. Seivarden fracasa en el intento de asesinato luego de que una auxiliar salva a Anander Mianaai y recibe el disparo en su lugar, pero la estación Athoek se rebela contra la emperadora y la deja encerrada en la casa del gobernador, de donde solo logra salir luego de amenazar a la estación con destruirla junto a todos los habitantes con la Espada de Gurat.
Breq decide entregarse a cambio de la vida de Seivarden y sus acompañantes, pero en el momento de la confrontación con la emperadora, le comunica que, dado que las inteligencias artificiales se habían rebelado y actuaban de forma independiente, debían ser consideradas como una especie nueva y de este modo estar protegidas por el tratado firmado por las Radchaai con las alienígenas presger. Anander Mianaai rechaza la idea, pero la traductora Zeiat la apoya y afirma que las presger decidirían el asunto. La emperadora es arrestada, mientras Breq declara la independencia del sistema Athoek y del sistema donde se encontraba Sphene, estableciendo una república en que humanas e inteligencias artificiales pudieran vivir como iguales.